# جان إيفالا
جان إيفالا كومغيب (من مواليد 11 أغسطس 1992 في مفو) هو لاعب كرة قدم كاميروني يلعب كحارس مرمى لنادي دوري المحترفين النيجيري لكرة القدم،أكوا يونايتد ومثل المنتخب الوطني تحت 20 عامًا والمستويات العليا.

## روابط خارجية
- جان إيفالا على موقع الاتحاد الدولي (مؤرشف)  (الإنجليزية)
- جان إيفالا على موقع إي إس بي إن إف سي (الإنجليزية)
- جان إيفالا على موقع قاعدة بيانات كرة القدم.إي يو (الإنجليزية)
- جان إيفالا على موقع ناشيونال فوتبول تيمز (الإنجليزية)
- جان إيفالا على موقع Soccerway.com (الإنجليزية)
- جان إيفالا على موقع عالم كرة القدم.نت (الإنجليزية)